# Сила струму
Си́ла електри́чного стру́му (сила струму або просто струм) — кількісна характеристика електричного струму в провіднику, скалярна величина {\displaystyle I\,=\,{\frac {\Delta q}{\Delta t}}}, яка відповідає кількості заряду ({\displaystyle \Delta q}), що проходить крізь переріз провідника за час {\displaystyle \Delta t}, розділеному на цей проміжок часу. За одиницю сили струму беруть таку силу струму, за якої відрізки паралельних провідників довжиною 1 м, що розташовані на відстані 1 м один від одного, взаємодіють із силою 2·10−7 Н. Силою струму називають ще величину, що визначає швидкість перенесення заряду частинками, які створюють струм, крізь поперечний переріз провідника. Струм — це упорядкований рух заряджених частинок. У системі SI сила струму вимірюється в амперах (позначення А). Відповідно, густина струму вимірюється в A/м².
Якщо за кожен проміжок часу {\displaystyle \Delta t} заряд {\displaystyle \Delta q} однаковий і напрямок струму незмінний, то такий струм називають постійним.
У разі, коли ці величини залежать від часу та напрямку, силу струму описують так: 

{\displaystyle I\,=\,\lim _{\Delta t\to 0}{\frac {\Delta q}{\Delta t}}\,=\,{\frac {dq}{dt}}\,=\,q^{\prime }},

такий струм називають змінним.
Для класичної системи заряджених частинок із зарядом {\displaystyle e} безмежно малий заряд dQ, що переноситься за час dt через елементарну площадку dS, перпендикулярну до напрямку середньої швидкості v частинок визначається як:
{\displaystyle dQ\,=\,envdSdt},
де {\displaystyle e} — заряд частинок, {\displaystyle v} — швидкість руху частинок, а {\displaystyle n} — їхня кількість в одиниці об'єму.
Сила струму dI крізь площадку {\displaystyle dS} визначається співвідношенням
{\displaystyle dI\,=\,envdS},
звідки для густини струму
{\displaystyle {\overline {\mathbf {j} }}\,=\,en{\overline {\mathbf {v} }}} — густина електричного струму, де риска над символами є середнім показником.
Визначення сили струму широко застосовується в задачах електротехніки та схемотехніки. Величина сили струму, входить у закон Ома для ділянки електричного кола. Попри наявність слова "сила" в найменуванні фізичної величини, сила струму не є силою ні за змістом, ні за розмірністю.
Рівень струму
Рівні «природного» струму на Землі коливаються від пікоампер крізь натрієвий канал в біології, до понад ста кілоампер у блискавках. Прикладами з повсякденного життя, є наприклад, зарядний струм батареї мобільного телефону (близько 2 А для 5 вольт), електрочайник (10 А), водонагрівач (7 А), комп'ютер (3 А) і струм на піксель (приблизно 1 мкА). При одному мікроампері, крізь поперечний переріз провідника за секунду, протікає близько шести трильйонів елементарних електричних зарядів.